# Ockenfels
Ockenfels är en kommun och ort i Landkreis Neuwied i förbundslandet Rheinland-Pfalz i Tyskland.
Kommunen ingår i kommunalförbundet Verbandsgemeinde Linz am Rhein tillsammans med ytterligare sex kommuner.